# NGC 1796A
NGC 1796A is een spiraalvormig sterrenstelsel in het sterrenbeeld Goudvis. Het hemelobject ligt in de buurt van NGC 1796, NGC 1796B-1 en NGC 1796B-2.

## Synoniemen
- ESO 119-35
- PGC 16698